# 16908 Groeselenberg
16908 Groeselenberg (1998 DD33) là một tiểu hành tinh vành đai chính được phát hiện ngày 17 tháng 2 năm 1998 bởi E. W. Elst và T. Pauwels ở Uccle.